# Proteste gegen die Jahrestagung von IWF und Weltbank 1988 in West-Berlin

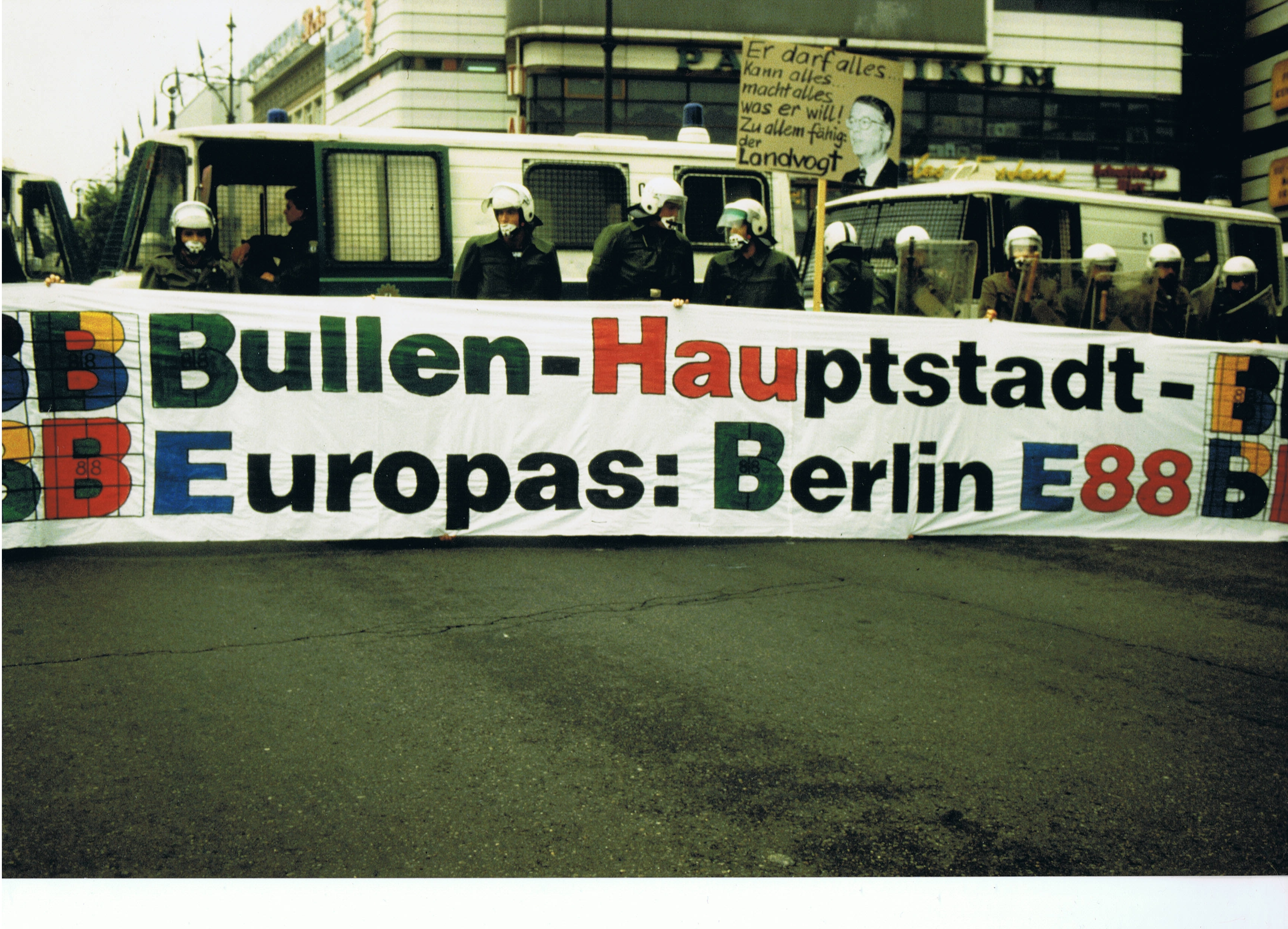
Demonstration im Vorfeld der Tagung

An Protesten gegen die Jahrestagung des Internationalen Währungsfonds (IWF) und der Weltbank im September 1988 in Berlin nahmen mehrere zehntausend Menschen teil. Diese bestanden aus einer Vielzahl von Stör- und Protestaktionen, zu denen bundesweit mobilisiert worden war, und waren in eine mehrjährige Kampagne eingebettet. Höhepunkte waren eine zentrale Großdemonstration mit 80.000 Teilnehmern und ein Gegenkongress am Wochenende zuvor. Die Aktionstage und die Kampagne, die sie begleiteten, waren sowohl für die Autonomen wie auch die Dritte-Welt-Bewegung in der Bundesrepublik Deutschland ein bedeutendes Ereignis.

## Einbettung und Akteure
Die Proteste wurde seit 1985 von verschiedenen Gruppen aus dem links-alternativen Spektrum, insbesondere den neuen sozialen Bewegungen, der Dritte-Welt-Bewegung und den Autonomen vorbereitet. In der „Berliner Koordination“, die ab Februar 1988 auch einen monatlichen „Infodienst“ herausgab, und dem „Arbeitsausschuss“ auf bundesweiter Ebene wurden die Aktivitäten gebündelt und koordiniert. Letzterem gehörten neben der Berliner Koordination mehrere Dutzend Gruppierungen an, unter ihnen den Grünen, der Koordinationsausschuss der Friedensbewegung, der BUND und der Bundeskoordination Internationalismus (BUKO). Letzterer stellte ab Juni 1988 drei hauptamtliche Mitarbeiter zu Koordination der Proteste ein. Etablierte Verbände der Interessensartikulation beteiligten sich mit Ausnahme einiger Basisgruppe – insbesondere aus der Kirche – nicht.
Die Aktionstage waren eingebettet in eine mehrjährige Kampagne, die in diesen ihren Höhepunkt finden sollte. Jürgen Gerhards zählt im Rahmen einer Fallstudie 417 Veranstaltungen, die von 136 verschiedenen Akteuren durchgeführt wurden. Darunter waren öffentliche Organisierungs- und Planungstreffen, Informations- und Kulturveranstaltungen sowie Demonstrationen. So unter anderem 20 Stadtrundfahrten zu den „Zentren der Herrschaft“ in West-Berlin mit fast 1.000 Teilnehmern statt. Ab Mai wurde darüber hinaus monatlich eine Zeitschrift „Milliardenfieber“ in einer Auflage von 20–50.000 Exemplaren herausgegeben und während der Proteste vom 24. bis 30. September täglich die Zeitung „Zahltag“ mit einer Auflage von 50.000 Stück. Autonome Gruppen führen im Vorfeld und während des Kongresses mehrere hundert direkte Aktionen durch. Die Polizei zählt allein in West-Berlin 1988 110 Brandanschläge in Zusammenhang mit dem Kongress. Die Rote Armee Fraktion verübte kurz vor Beginn der Jahrestagung einen Mordanschlag auf Hans Tietmeyer, Staatssekretär im Bundesfinanzministerium und deutscher Organisator der Jahrestagung, der jedoch fehlschlug.

## Gegenkongress und Großdemonstration
Die Proteste beginnen am 23. September (Freitag) mit einem Gegenkongress an der Universität der Künste, der am Samstag fortgesetzt wird. Die 4.000 Teilnehmer erklären in einer Abschlusserklärung, dass in ihren Augen „die Verwirklichung auch nur dieser allerdringlichsten Veränderungen nicht ohne tiefgreifende gesellschaftliche Umwälzungen in den Industrieländern möglich ist. Der Logik des Kapitals, die den internationalen Ausbeutungsstrukturen zugrunde liegt, müssen wir hier in der Bundesrepublik und West-Berlin entgegentreten. Unser Widerstand richtet sich deswegen gegen die Verursacher von Ausbeutung, Hunger und Elend. Unser Kampf gilt den bundesdeutschen Konzernen und Banken sowie einer Politik, die deren Interessen in diesem Land absichert und das bestehende kapitalistische Weltwirtschaftssystem stabilisiert.“ Parallel finden die ersten Demonstrationen mit einigen hundert Teilnehmern statt. An einer Großdemonstration am Sonntag, dem 25. September, beteiligen sich 80.000 Menschen.
Ein internationales Tribunal der Lelio-Basso-Stiftung an der Freien Universität Berlin setzt IWF und Weltbank symbolisch auf die „Anklagebank eines Schauprozesses“. Eine „Jury“ verurteilte beide zu einer starken Reformierung.

## Aktionstage
Maßgeblich aus der Autonomen Bewegung und vom Büro für ungewöhnliche Maßnahmen wurde für die Dauer des Kongresses zu Aktionstagen aufgerufen. Es kam zu etlichen Demonstrationen vor Firmen, am Flughafen und vor Veranstaltungen des IWF- und Weltbank-Kongress. Etliche davon werden trotz Verbotes oder ohne Anmeldung durchgeführt. Außerdem wurden Mitarbeiter des Kongresses an ihren Hotels, auf ihrem Arbeitsweg und bei der Freizeitgestaltung gestört und teilweise angegriffen. So seien 40 ihrer Autos beschädigt wurden. Insgesamt gab es im Zuge der Proteste fast 1.000 Festnahmen. Den Abschluss bildet eine ebenfalls maßgeblich von Autonomen organisierte Demonstration am Donnerstag, dem 29. September mit 9.000 Teilnehmern.
Auch DDR-Oppositionsgruppen positionieren sich gegen die Tagung. So kritisiert Inkota öffentlich, dass die DDR „die Jahrestagung mit Hotelbetten, Limousinen und Sicherheitsleistungen unterstützt.“

## Auswirkungen
Die Gegenproteste werden im Anschluss von den Beteiligten als großer „Erfolg“ bewertet und teilweise sogar als „Modell für neue Bewegungen überhaupt“ betrachtet. Nach Einschätzung von Jürgen Gerhards war es diesen gelungen „a. eine Vielzahl an Protestaktionen zu initiieren, b. eine Vielzahl an Teilnehmern zu mobilisieren und c. die öffentliche Aufmerksamkeit auf die Tagung und die Gründe der Kritik an der Tagung zu lenken.“
In den Protesten wird teilweise ein Vorläufer für die globalisierungskritische Bewegung gesehen.